# Єзженці
Єзженці (біл. вёска Єжзенцы) — село в складі Мядельського району Мінської області, Білорусь. Село підпорядковане Сватківській сільській раді, розташоване в північній частині області.